# Solomon's Perjury Part 2: Judgement
Solomon's Perjury Part 2: Judgement (ソロモンの偽証 後篇・裁判?, Soromon no gishō: Kōhen - Saiban) è un film del 2015 diretto da Izuru Narushima.
Adattamento live action del romanzo Soromon no gishō di Miyuki Miyabe, è il secondo di una serie di due film usciti nelle sale giapponesi tra marzo e aprile del 2015.
Le due pellicole hanno ricevuto diversi riconoscimenti, tra cui quattro statuette agli Japan Academy Awards e il premio come miglior film agli Hōchi Film Awards.

## Trama
Quartiere di Jōtō, Kōtō, Tokyo. Ryōko Fujino fa visita al suo vecchio istituto, la scuola media Jōtō numero 3, dove ha trovato lavoro come insegnante. Ella racconta alla preside Ueno di come ventitré anni prima avesse trovato il corpo senza vita del suo compagno di classe Takuya Kashiwagi nel cortile della scuola. Al tempo la polizia aveva concluso che si trattasse di suicidio. Ryōko, non soddisfatta, decise allora di indire un finto processo a scuola in modo da fare chiarezza sugli avvenimenti.
Nel 1991 Ryōko cerca di convincere Juri a prendere parte al finto processo come testimone chiave del presunto omicidio di Kashiwagi da parte di Shunji e i suoi amici, ma la madre le proibisce di partecipare convinta di proteggerla. Nel frattempo il padre di Shunji viene arrestato con l'accusa di aver dato fuoco deliberatamente alla sua abitazione in modo da intascarsi l'assicurazione. Quando Ryōko viene a sapere che il complice di quest'ultimo, un agente immobiliare, può fornire un alibi per l'innocenza di Shunji, chiede inutilmente al padre poliziotto di farlo presenziare al processo.
Ryōko riesce comunque a procurarsi i tabulati telefonici di Kashiwagi, grazie a i quali viene a conoscenza che lo stesso, prima di morire, ha ricevuto quattro chiamate da quattro diverse cabine telefoniche. Intanto l'insegnante Moriuchi viene aggredita dalla sua vicina, la stessa che aveva rubato la sua posta e permesso alla televisione di entrare in possesso di una delle lettere anonime scritte da Juri e Matsuko. Pur con qualche difficoltà Ryōko riesce a convincere Juri e Shunji a presenziare al processo, ma inizia nutrire qualche sospetto su Kanbara, amico di infanzia di Kashiwagi dal passato oscuro, in quanto fin troppo sicuro dell'innocenza di Shunji.
Man mano che il processo va avanti viene fatta chiarezza sull'innocenza di Shunji grazie alla testimonianza dell'avvocato dell'agente immobiliare. Nell'ultimo giorno utile tuttavia, Ryōko chiama inaspettatamente a testimoniare lo stesso Kanbara, che confessa di essere stato coinvolto in una sorta di gioco con Kashiwagi, che ha portato quest'ultimo a togliersi la vita. Nonostante il padre si fosse suicidato in carcere dopo aver ucciso la madre, Kanbara aveva deciso di vivere la sua vita in modo sereno, dimenticandosi del suo passato; ciò indisponeva non poco Kashiwagi, che non vedeva nulla di gratificante nella sua esistenza. Kashiwagi aveva quindi proposto a Kanbara di recarsi in quattro posti significativi della sua infanzia, costringendolo ad affrontare il passato e nelle intenzioni, farlo precipitare nello sconforto. Una volta raggiunto ciascuno di questi posti, Kanbara avrebbe dovuto chiamare Kashiawagi e descrivergli il suo stato d'animo. Non soddisfatto, Kashiwagi aveva costretto Kanbara a recarsi sulla terrazza della scuola; appurato che nonostante il suo passato non facile Kanbara avesse deciso di vivere, Kashiwagi si era lanciato dal tetto.

## Produzione

### Genesi dell'opera e sceneggiatura
Diretto da Izuru Narushima, Solomon's Perjury Part 2: Judgement è la seconda parte di una serie di due pellicole basate sul romanzo omonimo di Miyuki Miyabe. Pubblicata nel 2012, l'opera si suddivide in Jiken (事件? "Incidente"), Ketsui (決意? "Determinazione") e Hōtei (法庭? "Tribunale"). Il primo film, Solomon's Perjury Part 1: Suspicion, ripercorre le vicende del primo e del secondo volume e funge da apripista per l'evento finale, il processo raccontato in Solomon's Perjury Part 2: Judgement.

### Cast
La parte di Ryōko Fujino fu affidata a una quattordicenne di Yokohama dopo un'audizione a cui parteciparono 10.000 aspirtanti attrici.

## Riconoscimenti
Le due pellicole hanno ricevuto i seguenti riconoscimenti:
- 2015 - Hōchi Film Award
  - Miglior film[6]
  - Miglior esordiente a Ryōko Fujino[7]
- 2015 - Yokohama Film Festival
  - Miglior esordiente a Ryōko Fujino[8]
- 2015 - Nikkan Sports Film Award
  - Miglior film[9]
- 2016 - Kinema Junpo Best Ten[10]
  - 8º posto nella categoria Miglior film dell'anno
  - Miglior attrice non protagonista a Haru Kuroki
- 2016 - Japan Academy Awards[11]
  - Miglior esordiente a Ryōko Fujino
  - Miglior colonna sonora a Gorō Yasukawa
  - Miglior fotografia a Jun'ichi Fujisawa
  - Miglior comparto luci a Masao Kanazawa
- 2016 - Mainichi Film Concours[12]
  - Miglior esordiente a Ryōko Fujino
  - Miglior fotografia a Jun'ichi Fujisawa
- 2016 - Blue Ribbon Awards[13]
  - Miglior esordiente a Anna Ishii
- 2016 - Osaka Cinema Festival[14]
  - Miglior esordiente a Ryōko Fujino